# Molophilus sequoiae
Molophilus sequoiae là một loài ruồi trong họ Limoniidae. Chúng phân bố ở miền Tân bắc.